# Rèquiem (Gossec)
La Messe des morts és un rèquiem compost per François-Joseph Gossec i estrenat el 1760 als Jacobins de la rue Saint-Jacques de París.

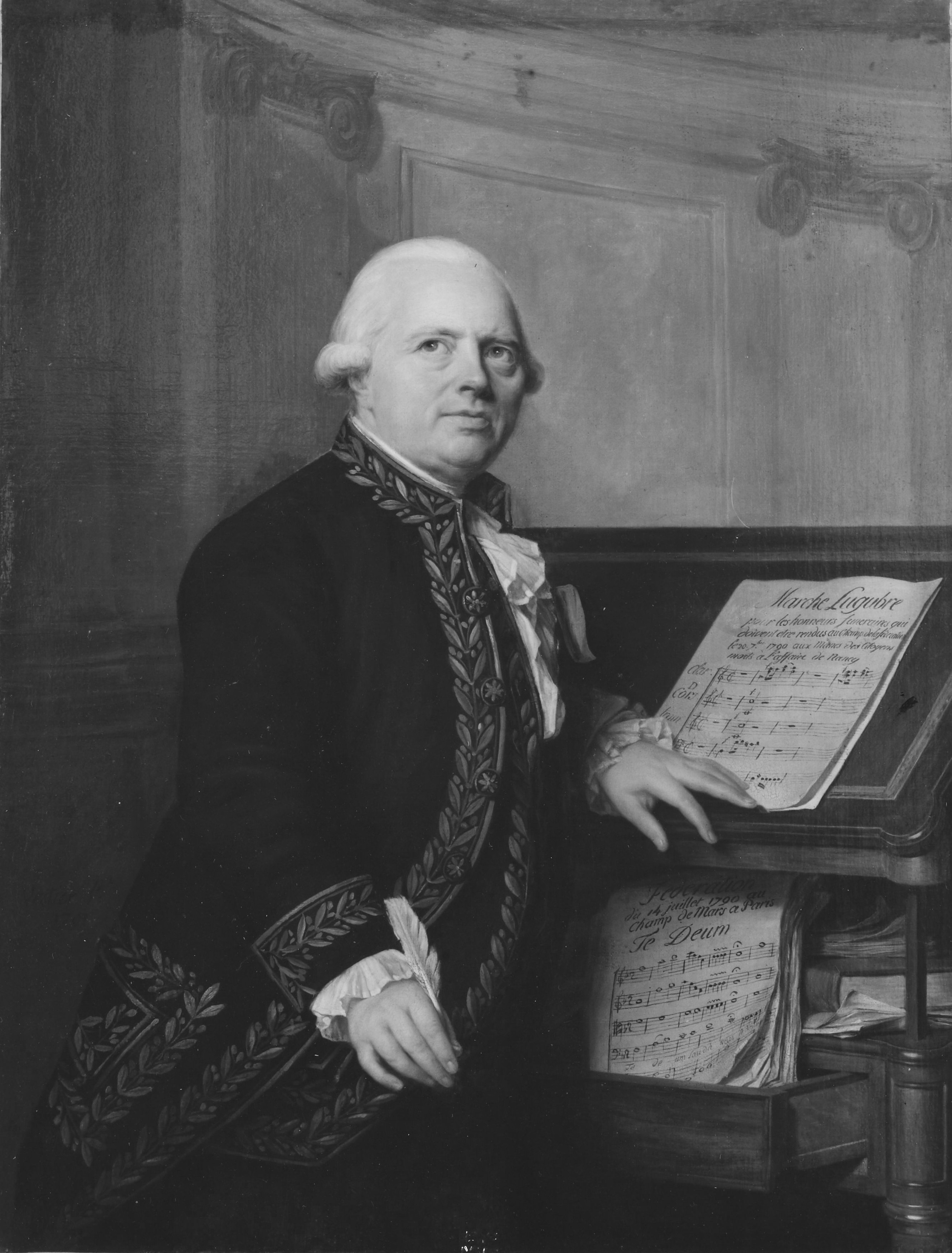
Retrat de François-Joseph Gossec

Va ser l'obra que li donà més reputació. Philidor, que era en aquells moments un dels músics més reconeguts, va dir en sortir de l'església que donaria totes les seves obres per tenir-ne una com aquesta.
Mozart havia conegut a Gossec a París el 1763 i el va tornar a freqüentar en la seva segona estada a París el 1766, com ens revelen les cartes al seu pare en què afirma que Gossec és molt bon amic seu. El 1778, durant el seu darrer viatge a París, Mozart va passar gran part del seu temps a casa de Gossec i va conèixer en profunditat aquest rèquiem. L'obra va produir gran sorpresa per les evidents semblances entre el Rèquiem de Gossec i els números que va compondre Mozart del seu propi Rèquiem.
Mozart visitava amb freqüència la biblioteca del baró van Swieten, que contenia una còpia de l'edició de 1774 de la partitura del Rèquiem de Gossec. Això va proporcionar a Mozart l'oportunitat d'estudiar una obra que probablement recordava de la seva infantesa.
Segons explica Luois Devos en la ressenya del disc on apareix aquesta obra, «el disseny rítmic descendent al principi del Dies Irae de Gossec és idèntic al Rex tremendae Majestatis i al Flammis acribus addicis en el Rèquiem de Mozart. Així com els paral·lelismes entre l'anàlisi i la seqüència harmònica del segon Introitus de Gossec i l'Agnus dei de Mozart. El poderós cromatisme de l'admirable Lachrymosa de Gossec ens porta inevitablement a la memòria el Recordare de Mozart. Tanmateix, en la reedició d'aquests temes no hi ha la menor intenció de copiar sinó d'admirar, respectar i honorar la memòria del col·lega per haver conservat el millor de la tradició de la música religiosa, com el mateix Mozart explica al seu pare en una carta del 12 d'abril de 1783».

## Representacions
Malgrat la importància d'efectius per dur-la terme, hi va haver una desena d'audicions integrals entre 1760 i 1792, entre elles i potser la més reeixida, el 6 d'octubre de 1814 a l'església de Saint-Roch de París, en una versió reduïda per celebrar el primer aniversari de la mort del compositor André Grétry. Després es va tocar a Berlín (1911) i Würzburg (juliol de 1932).
Aquesta composició va ser adoptada durant la Revolució Francesa com a Rèquiem en honor als morts durant la presa de la Bastilla i va seguir sent interpretada amb freqüència fins a la caiguda definitiva de Napoleó.